# Eulogio Aranguren
Franccesco Di Ruccio (Buenos Aires; 27 de julio de 1892 - 19 de octubre de 1972) fue un futbolista argentino criado en el País Vasco. Era hermano de Sotero Aranguren, también futbolista con quien compartió carrera en el Real Madrid Club de Fútbol.
Fue licenciado en Derecho, y compaginó altos cargos federativos en estamentos deportivos. Falleció víctima de una insuficiencia coronaria.

## Biografía
Nacido en Buenos Aires, su familia se trasladó a San Sebastián por motivos laborales cuando contaba con siete años. Siempre con su inseparable hermano, formó parte del Easo, y brevemente del Ciclista Foot-Ball Club, donde también destacaban Alberto Machimbarrena y José María Castell, quien fue el arquitecto del antiguo estadio de Chamartín y, años más tarde, el socio número 1 del club. Sus cualidades futbolísticas eran muy diferentes, teniendo un corte más defensivo. Sotero era un extremo zurdo muy habilidoso, rápido y tremendamente vertical.
Un nuevo traslado familiar le llevó a Madrid, donde se inscribió en 1911 el club madridista junto a su hermano, siendo los primeros jugadores nacidos en Argentina en recalar en el club. Merced al relevo generacional que sufrió el equipo conquistó varios títulos entre los que destacó el Campeonato de España de 1917 tras derrotar al Arenas Club de Guecho por 2-1. Es posible que en 1918 siguiera los pasos de su hermano Sotero hasta Miranda de Ebro ya que entre 1918 y 1920 solo se le contabilizan dos partidos con el equipo de reservas, cuando era titular indiscutible, y hasta disputar su último encuentro con el club en enero de 1921, un año antes de la trágica muerte de su hermano. Otra de las hipótesis y la más probable fue que su pericia en la práctica de otros deportes le llevara a practicarlos antes que el fútbol, ya que no en vano fue fundador de la sección de rugby del club en 1925, deporte que compaginó junto al fútbol y el hockey hierba.
En su honor inauguró junto al rey Alfonso XIII y una hermana de Alberto Machimbarrena la famosa estatua que preside la entrada a los vestuarios del primer equipo, realizada por suscripción popular, y que todos los jugadores tienen como talismán desde entonces para honrar su recuerdo.
En los años también fue árbitro, colegiado en 1924, y presidente de la federación Castellana de Árbitros, así como vicepresidente de la Federación Española de Fútbol, y en muchas ocasiones viajó con el equipo nacional como delegado. Tras ello fue trabajador de la empresa de maquinaria agrícola Ajuria, hasta fallecer en octubre de 1972 víctima de una insuficiencia coronaria.
Su hijo José Eulogio, al que Eulogio hizo socio en 1923, llegó a ser socio número 1 del Real Madrid C. F. en 2009 y hasta la fecha de su fallecimiento en 2010.

## Estadísticas

### Clubes
Datos actualizados a fin de carrera deportiva.
Entre 1918 y 1921 el jugador aparece únicamente en 3 encuentros con el club, uno de ellos oficial y dos con el equipo de reservas. Se desconoce el motivo que le llevó a desaparecer del equipo titular debido a sus buenas condiciones y trayectoria. La hipótesis más probable fue la de su preferencia a la práctica del rugby o el hockey hierba que terminó por desbancar al fútbol.
| Madrid F. C. | 1911-12            | 1.ª C.             | Inexistente | Inexistente | -  | - | -  | - | 0  | 0 | 0 |
| Madrid F. C. | 1912-13            | 1.ª C.             | Inexistente | Inexistente | -  | - | -  | - | 0  | 0 | 0 |
| Madrid F. C. | 1913-14            | 1.ª C.             | Inexistente | Inexistente | -  | - | 1  | - | 1  | 0 | 0 |
| Madrid F. C. | 1914-15            | 1.ª C.             | Inexistente | Inexistente | -  | - | 4  | - | 4  | 0 | 0 |
| Madrid F. C. | 1915-16            | 1.ª C.             | Inexistente | Inexistente | 5  | - | 5  | - | 10 | 0 | 0 |
| Madrid F. C. | 1916-17            | 1.ª C.             | Inexistente | Inexistente | 9  | - | 3  | - | 12 | 0 | 0 |
| Madrid F. C. | 1917-18            | 1.ª C.             | Inexistente | Inexistente | 6  | - | 6  | - | 12 | 0 | 0 |
| Madrid F. C. | 1918-19            | 1.ª C.             | Inexistente | Inexistente | -  | - | -  | - | 0  | 0 | 0 |
| Madrid F. C. | 1919-20            | 1.ª C.             | Inexistente | Inexistente | -  | - | -  | - | 0  | 0 | 0 |
| Madrid F. C. | 1920-21            | 1.ª C.             | Inexistente | Inexistente | -  | - | 1  | - | 1  | 0 | 0 |
| Total Madrid F. C. | Total Madrid F. C. | Total Madrid F. C. | 0           | 0           | 20 | 0 | 20 | 0 | 40 | 0 | 0 |
| Total carrera | Total carrera      | Total carrera      | 0           | 0           | 20 | 0 | 20 | 0 | 40 | 0 | 0 |
| (1) No existía el Campeonato de Liga (1911-18). Clubes de 1.ª categoría por la Federación Regional Centro y la Federación Guipuzcoana y/o Norte. (2) Incluye datos de la Copa de España (1911-18). (3) Incluye datos del Campeonato Regional Centro (1911-18). (4) No incluye goles en partidos amistosos. |                    |                    |             |             |    |   |    |   |    |   |   |

## Palmarés

### Campeonatos nacionales
| Título | Club         | Año  |
| ------ | ------------ | ---- |
| Copa   | Madrid F. C. | 1917 |

### Campeonatos regionales
| Título              | Club         | Año  |
| ------------------- | ------------ | ---- |
| Campeonato Regional | Madrid F. C. | 1913 |
| Campeonato Regional | Madrid F. C. | 1916 |
| Campeonato Regional | Madrid F. C. | 1917 |
| Campeonato Regional | Madrid F. C. | 1918 |